# Wahlbezirk Böhmen 25
Der Wahlbezirk Böhmen 25 war ein Wahlkreis für die Wahlen zum Abgeordnetenhaus im österreichischen Kronland Böhmen. Der Wahlbezirk wurde 1907 mit der Einführung der Reichsratswahlordnung geschaffen und bestand bis zum Zusammenbruch der Habsburgermonarchie.

## Geschichte
Nachdem der Reichsrat im Herbst 1906 das allgemeine, gleiche, geheime und direkte Männerwahlrecht beschlossen hatte, wurde mit 26. Jänner 1907 die große Wahlrechtsreform durch Sanktionierung von Kaiser Franz Joseph I. gültig. Mit der neuen Reichsratswahlordnung schuf man insgesamt 516 Wahlbezirke mit je einem zu wählenden Abgeordneten, die durch Direktwahl mit allfälliger Stichwahl bestimmt wurden. Der Wahlkreis Böhmen 20 umfasste die Städte, Märkte und Gemeinden Pardubitz, Sezemitz, Poděbrady, Sadska, Petschek, Prelauc, Chlumetz, Königstadtl, Nimburg und Daschitz. Aus der Reichsratswahl 1907 ging Jan Vladimír Hráský von den Jungtschechen als Sieger hervor. Hráský konnte sein Mandat auch bei der Reichsratswahl 1911 verteidigen.

## Wahlen

### Reichsratswahl 1907
Die Reichsratswahl 1907 wurde am 14. Mai 1907 (erster Wahlgang) sowie am 23. Mai 1907 (Stichwahl) durchgeführt.

#### Erster Wahlgang
| Kandidat                                                                | Partei                                      | Wahlkreisstimmen | Prozent |
| ----------------------------------------------------------------------- | ------------------------------------------- | ---------------- | ------- |
| Franz Rautenkranz                                                       | Tschechische Sozialdemokratische Partei     | 4197             | 43,8 %  |
| Jan Vladimír Hráský                                                     | Jungtschechen                               | 2966             | 31,0 %  |
| Karel Stanislav Sokol                                                   | Tschechisch radikal-fortschrittliche Partei | 1660             | 17,3 %  |
| Josef Weinstein                                                         | Tschechische national-soziale Partei        | 441              | 4,6 %   |
| Ott                                                                     | Gewerbepartei                               | 261              | 2,7 %   |
|                                                                         | Sonstige Parteien                           | 53               | 0,6 %   |
| Wahlberechtigte: 10.404, Ungültige Stimmen: 21, Wahlbeteiligung: 92,3 % |                                             |                  |         |

#### Stichwahl
| Kandidat                                                                | Partei                                  | Wahlkreisstimmen | Prozent |
| ----------------------------------------------------------------------- | --------------------------------------- | ---------------- | ------- |
| Jan Vladimír Hráský                                                     | Jungtschechen                           | 5347             | 54,8 %  |
| Franz Rautenkranz                                                       | Tschechische Sozialdemokratische Partei | 4406             | 45,2 %  |
| Wahlberechtigte: 11.078, Ungültige Stimmen: 38, Wahlbeteiligung: 88,4 % |                                         |                  |         |

### Reichsratswahl 1911
Die Reichsratswahl 1911 wurde am 13. Juni 1911 durchgeführt. Die Stichwahl entfiel auf Grund des absoluten Mehrheit für Tobolka im ersten Wahlgang.
| Kandidat                                                           | Partei                     | Wahlkreisstimmen | Prozent |
| ------------------------------------------------------------------ | -------------------------- | ---------------- | ------- |
| Jan Vladimír Hráský                                                | Jungtschechen              | 6138             | 57,2 %  |
| Alfred Meißner                                                     | Sozialdemokratische Partei | 4540             | 42,3 %  |
| Sonstige                                                           | 56                         | 0,5 %            |         |
| Wahlberechtigte: 12.889, Ungültige Stimmen: 40, Wahlbeteiligung: % |                            |                  |         |